# Армянская епархия Румынии
Сучавская епархия Эчмиадзинского патриархата Армянской Апостольской церкви (арм. Հայ Առաքելական եկեղեցու Էջմիածնի պատրիարքության Սուչավայի թեմ) — упразднённая прелатская епархия Армянской Апостольской церкви бывшая в составе Эчмиадзинского патриархата с центром в городе Сучава .
Сегодня территория бывшей Сучавской еппархии одной частью (Южная Буковина) входит в Румынскую епархию ААЦ, другой (Северная Буковина) - в Украинскую.

## История
В юрисдикцию Сучавской епархии входила Буковина и Венгрия. По данным на 1911 год количество верующих данной епархии Армянской Апостольской церкви — 4.000, общин — 10, а также верующих Армянской Католической церкви - 5.000 человек.
Епархия имела 5 церкви.